# NGC 1004

NGC 1004

NGC 1004 في الفهرس العام الجديد، هي مجرة إهليلجية، تقع في كوكبة قيطس. اكتشفت في 1 ديسمبر 1880 بواسطة إدوارد ستيفان.

## روابط خارجية
- NGC 1004 على موقع ويكي سكاي: DSS2, SDSS, GALEX, IRAS, Hydrogen α, X-Ray, Astrophoto, Sky Map, Articles and images